# Munteni-Buzău, Ialomița
Munteni-Buzău este o comună în județul Ialomița, Muntenia, România, formată numai din satul de reședință cu același nume.

## Așezare
Comuna se află în zona centrală a județului, pe malul stâng al râului Ialomița. Este străbătută prin partea sudică, în afara localității, de șoseaua națională DN2A, care leagă Slobozia de Urziceni. Prin comună trece și calea ferată Urziceni-Slobozia, pe care este deservită de halta Munteni-Buzău.

## Demografie
Componența etnică a comunei Munteni-Buzău
     Români (89,88%)
     Alte etnii (0,89%)
     Necunoscută (9,23%)
Componența confesională a comunei Munteni-Buzău
     Ortodocși (90,02%)
     Alte religii (0,51%)
     Necunoscută (9,47%)
Conform recensământului efectuat în 2021, populația comunei Munteni-Buzău se ridică la 2.936 de locuitori, în scădere față de recensământul anterior din 2011, când fuseseră înregistrați 3.428 de locuitori. Majoritatea locuitorilor sunt români (89,88%), iar pentru 9,23% nu se cunoaște apartenența etnică. Din punct de vedere confesional, majoritatea locuitorilor sunt ortodocși (90,02%), iar pentru 9,47% nu se cunoaște apartenența confesională.

## Politică și administrație
Comuna Munteni-Buzău este administrată de un primar și un consiliu local compus din 13 consilieri. Primarul, Florin Stan[*], de la Partidul Social Democrat, este în funcție din 2012. Începând cu alegerile locale din 2024, consiliul local are următoarea componență pe partide politice:
|  | Partid                          | Consilieri | Componența Consiliului | Componența Consiliului | Componența Consiliului | Componența Consiliului | Componența Consiliului | Componența Consiliului | Componența Consiliului |
|  | ------------------------------- | ---------- | ---------------------- | ---------------------- | ---------------------- | ---------------------- | ---------------------- | ---------------------- | ---------------------- |
|  | Partidul Social Democrat        | 7          |                        |                        |                        |                        |                        |                        |                        |
|  | Partidul Național Liberal       | 3          |                        |                        |                        |                        |                        |                        |                        |
|  | Alianța pentru Unirea Românilor | 3          |                        |                        |                        |                        |                        |                        |                        |

## Istorie
La sfârșitul secolului al XIX-lea, comuna nu exista, satul, recent apărut după împroprietărirea unor familii pe nume Coloc provenite din zona montană a județului Buzău (de unde și denumirea satului), făcând pe atunci parte din comuna Cocora (după ce inițial fusese arondat comunei Reviga). În sat funcționa o școală mixtă. În 1925, comuna Munteni-Buzău deja apăruse: ea era formată doar din satul de reședință (ca și astăzi), avea 1745 de locuitori și făcea parte din plasa Căzănești a județului Ialomița.
În 1952, comuna a fost transferată raionului Slobozia din regiunea Ialomița și apoi (după 1952) din regiunea București. În 1968, comuna a revenit la județul Ialomița, reînființat.